# Marcelo Escolar
Marcelo Escolar é um cientista social argentino especializado, de certa maneira, em análise de discursos geográficos.
Escolar é licenciado em Geografia, Doutor em Filosofia e Letras pela Universidade de Buenos Aires e professor na mesma universidade, pesquisador "associado da Universidade Torcuato Di Tella e coordenador geral do Programa de Reforma da Cidade Autônoma de Buenos Aires."
Deu uma palestra sobre o "conceito de geopolítica" no canal brasileiro TV Cultura.

## Publicações
- Gustavo Badia; M. Escolar; Sabina Frederic. Federalismo Y Descentralizacion En Grandes Ciudades. Prometeo, 2004. ISBN 9789509217720
- Ernesto Calvo; M. Escolar. "La implementación de sistemas electorales mixtos en legislaturas de magnitud fija: teorías y soluciones". Política y gobierno. Vol.X, n.2. II semestre 2003.
- Ernesto Calvo; M. Escolar. "The Local Voter: A Geographically Weighted Approach to Ecological Inference". American Journal of Political Science, vol.47, No.1. Midwest Political Science Association: jan. 2003, p.189-204.
- Crítica do Discurso Geográfico. Série: geografia, teoria e realidade. São Paulo: Hucitec, 1996. ISBN 8527102439

Sobre o conteúdo: "Desde a sua origem, a Geografia tem serviço a interesses diversos: à guerra, à crítica de ideologia etc. Tem empregado, por isso, diferentes discursos, ora enfatizando, ora ignorando esse ou aquele aspecto. Crítica do Discurso Geográfico examina precisamente tais discursos, não, contudo, pela perspectiva de mais um uso possível da Geografia, mas por meio de um impressionante aparato epistemológico"
- Escolar, M. "Exploration, cartography and the modernization of state power". In: Neil Brenner, B. Jessop, M. Jones e G. Macleod (org). State/Space: a reader. Oxford: Blackwell, 2003. p.29-52. ISBN 0631230343
- Escolar, M. "Naturaleza y necesidad: Crítica del concepto de recursos naturales." Revista Argentina de Geografía, n.2. Mendoza, 1992. p.7-42
- Escolar, M. Lugar, acontecimiento y realismo filosófico: el problema de la teoría del espacio y del tiempo[ligação inativa]. Doc. Anàl. Geogr. 32, 1998. p.71-96.
- Escolar, M. "Problemas de legitimación científica en la producción geográfica de la realidad social". Revista Territorio, n.2, ano 20. Buenos Aires: Instituto de Geografía, 1989.
- "Territórios de dominação estatal e fronteiras nacionais: a mediação geográfica da representação e da soberania política"